# Interessentheorie
Die Interessentheorie ist die älteste Lehrmeinung zur Abgrenzung von öffentlichem Recht und Privatrecht. Sie geht auf folgende Definition von Ulpian zurück:

“Publicum ius est quod ad statum rei Romanae spectat, privatum quod ad singulorum utilitatem.”

„Das öffentliche Recht befasst sich mit den Verhältnissen des Gemeinwesens, das private Recht mit dem Nutzen der Einzelpersonen.“

Danach sind Gegenstand des öffentlichen Rechts also die Belange des Staates (wobei Ulpian sich auf den römischen Staat bezog), während das Privatrecht dem Nutzen des Bürgers dient.
Der vermeintliche Vorteil dieser Theorie liegt in ihrer Schlichtheit. Praktisch ist sie jedoch in vielen Fällen unbrauchbar: Einerseits schützt das öffentliche Recht durchaus auch private Interessen, etwa dort, wo es dem Bürger Rechte  einräumt. Bestes Beispiel hierfür sind die Grundrechte des Grundgesetzes, die als Teil des Verfassungsrechts unstreitig dem öffentlichen Recht angehören, gerade aber nicht den Staat, sondern den Bürger schützen und mit öffentlichen Interessen, etwa an der öffentlichen Sicherheit, oft genug kollidieren. Auch auf der Ebene des einfachen Rechts schützen zahlreiche Normen private Interessen, ein Beispiel ist der Anspruch auf Erteilung einer Baugenehmigung.
Andererseits dient das Privatrecht nebenbei auch öffentlichen Interessen, so ist etwa ein Zweck privatrechtlicher Unterhaltsansprüche auch, die öffentlichen Kassen vor Kosten zu bewahren. Auch handelt die öffentliche Verwaltung teilweise in Formen des Privatrechts, dabei aber gleichwohl im öffentlichen Interesse, beispielsweise wenn eine Gemeinde ihre Stadtwerke in der Rechtsform einer Aktiengesellschaft (juristische Person des Privatrechts) organisiert.